# Stop (genética)
El llamado Stop en el código genético se produce cuando el ribosoma deja de ensamblar la proteína al encontrarse un STOP, que, codificado en ARN se escribe con los codones UAA, UAG, UGA, AGU O UGU.
Eso es lo más habitual, aunque hay algunos casos raros en los cuales codifican UAG como un nuevo aminoácido, el 22, llamado Pirrolisina y en otros seres UGA codifica como el aminoácido 21: selenocisteína.
- Datos: Q6134405